# 급진 종교개혁
급진 종교개혁(Radical Reformation)이란 로마 가톨릭 교회의 부패에 대한 반응으로 또한 루터와 다른 종교 개혁가들에 의한 종교 개혁에 만족하지 않은 사람들이 급진적으로 종교 개혁 운동을 시도한 것을 말한다. 안드레아스 카를슈타트, 토마스 뮌처, 메노 시몬스, 야코프 후터, 츠비카우 선지자들 및 재 세례파, 그리고 메노나이트가 있다.

## 같이 보기
- 보헤미아 종교개혁
- 기독교 아나키즘
- 비국교도
- 발도파
- 요하네스 로이힐린